# Sasha Mitjaew
Alexander Mitjaew Pamasewitsch (Алекса́ндр Митяев), es un profesor de educación física, preparador físico y exentrenador de futbol chileno de origen ruso. 
En 2017 se presentó como candidato a diputado por el distrito 18 (Colbun, Linares, San Javier, Villa Alegre, Yerbas Buenas, Longavi, Chanco, Cauquenes, Pelluhue, Parral y Retiro)

## Clubes
| Club                | País    | Año       |
| ------------------- | ------- | --------- |
| Unión La Calera     | Chile   | 1973-1974 |
| San Antonio Unido   | Chile   | 1975      |
| Trasandino          | Chile   | 1976      |
| Deportes Linares    | Chile   | 1977      |
| Coquimbo Unido      | Chile   | 1978      |
| San Antonio Unido   | Chile   | 1979      |
| Rangers             | Chile   | 1980      |
| San Antonio Unido   | Chile   | 1981-1983 |
| Audax Italiano      | Chile   | 1983      |
| Palestino           | Chile   | 1984      |
| Naval               | Chile   | 1986      |
| Rangers             | Chile   | 1987      |
| Audax Italiano      | Chile   | 1990-1991 |
| Deportes Concepción | Chile   | 1993      |
| Coquimbo Unido      | Chile   | 1994      |
| Santiago Morning    | Chile   | 1997      |
| Deportes La Serena  | Chile   | 1999      |
| Mariscal Braun      | Bolivia | 2003      |

## Historial electoral

### Elecciones parlamentarias de 2017
- Elecciones parlamentarias de 2017 a diputado por el distrito 18 (Cauquenes, Chanco, Colbún, Linares, Longaví, Parral, Pelluhue, Retiro, San Javier, Villa Alegre y Yerbas Buenas)[1]

| Candidatos                     | Pacto                    | Partido | Votos  | %    | Resultados |
| ------------------------------ | ------------------------ | ------- | ------ | ---- | ---------- |
| Ignacio Urrutia Bonilla        | Chile Vamos              | UDI     | 17 804 | 14.7 | Diputado   |
| Rolando Rentería Moller        | Chile Vamos              | UDI     | 16 711 | 13.8 | Diputado   |
| Jaime Naranjo Ortiz            | La Fuerza de la Mayoría  | PS      | 13 393 | 11.1 | Diputado   |
| Manuel José Matta Aragay       | Convergencia Democrática | DC      | 12 836 | 10.6 | Diputado   |
| Pablo Gutiérrez Pareja         | Convergencia Democrática | DC      | 10 995 | 9.1  |            |
| Guillermo Ceroni Fuentes       | La Fuerza de la Mayoría  | PPD     | 8278   | 6.9  |            |
| Felipe Cisternas Sobarzo       | Chile Vamos              | RN      | 7407   | 6.1  |            |
| Claudia Aravena Lagos          | Convergencia Democrática | DC      | 6488   | 5.4  |            |
| Alexander Mitjaew Panasewitsch | Por Todo Chile           | País    | 459    | 0.38 |            |